# Новоивановский сельский совет (Юрьевский район)
Новоивановский сельский совет (укр. Новоіванівська сільська рада) — входит в состав
Юрьевского района
Днепропетровской области
Украины.
Административный центр сельского совета находится в 
с. Новоивановское
.

## Населённые пункты совета
- с. Новоивановское
- с. Новотимофеевское
- с. Пятихатки